# Amir Shaker
Amir Shaker Aneed (eller Ameer Shakir Aneed), född 8 oktober 1989 i Irak, är en svensk häcklöpare som dock representerat Irak vid internationella tävlingar. Han vann SM-guld på 60 meter häck inomhus år 2016. Han tävlar för Hammarby IF.
Främsta internationella framgången är en 6:e plats på Asiatiska Mästerskapen 2013.

## Personliga rekord
| Utomhus - 110 meter häck – 13,80 (Sundsvall 28 juli 2013) | Inomhus - 60 meter - 7,14 (Västerås 15 januari 2012 - 60 meter häck - 7,77 (Malmö 28 februari 2016 |

### Fotnoter
1. ↑  ”Stora SM 2012, dag 3”. swedishtiming.se. Arkiverad från originalet den 15 december 2012. https://web.archive.org/web/20121215070334/http://www.swedishtiming.se/resultat/120826.htm. Läst 16 april 2013.
2. ↑  ”Stora SM 2013, dag 3”. trackandfield.se. Arkiverad från originalet den 3 september 2013. https://web.archive.org/web/20130903075045/http://www.trackandfield.se/resultat/2013/130831.htm. Läst 2 september 2013.
3. ↑  ”Stora SM 2015, dag 2”. trackandfield.se. http://www.trackandfield.se/resultat/2015/150808.htm. Läst 31 oktober 2015.
4. ↑  ”Stora inne-SM 2013, resultat”. trackandfield.se. http://www.trackandfield.se/Resultat/2013/130215.htm. Läst 18 februari 2013.
5. ↑  ”Stora inne-SM 2016, resultat”. livetiming.se. http://livetiming.se/track/ism16/. Läst 26 maj 2016.
6. 1 2 3 4 5  ”Personsida på World Athletics webbplats” (på engelska). worldathletics.org. https://www.worldathletics.org/athletes/iraq/amir-shaker-14228045. Läst 24 mars 2022.
7. ↑  ”Officiell Resultatlista Asiatiska Mästerskapen i Friidrott 2013” (på engelska). indianathletics.in. Arkiverad från originalet den 12 september 2021. https://web.archive.org/web/20210912190850/https://old.indianathletics.in/sites/default/files/eventresults/final-results-20th-asian-athletics-championships-2013.pdf. Läst 24 mars 2022.